# Ouilly-du-Houley
Ouilly-du-Houley ist eine französische Gemeinde mit 254 Einwohnern (Stand 1. Januar 2022) im Département Calvados in der Region Normandie. Sie gehört zum Arrondissement Lisieux und zum Kanton Pont-l’Évêque. 
Sie grenzt im Norden an Moyaux, im Osten an Fumichon, im Südosten an Marolles, im Südwesten an Firfol und im Westen an Hermival-les-Vaux.

## Bevölkerungsentwicklung

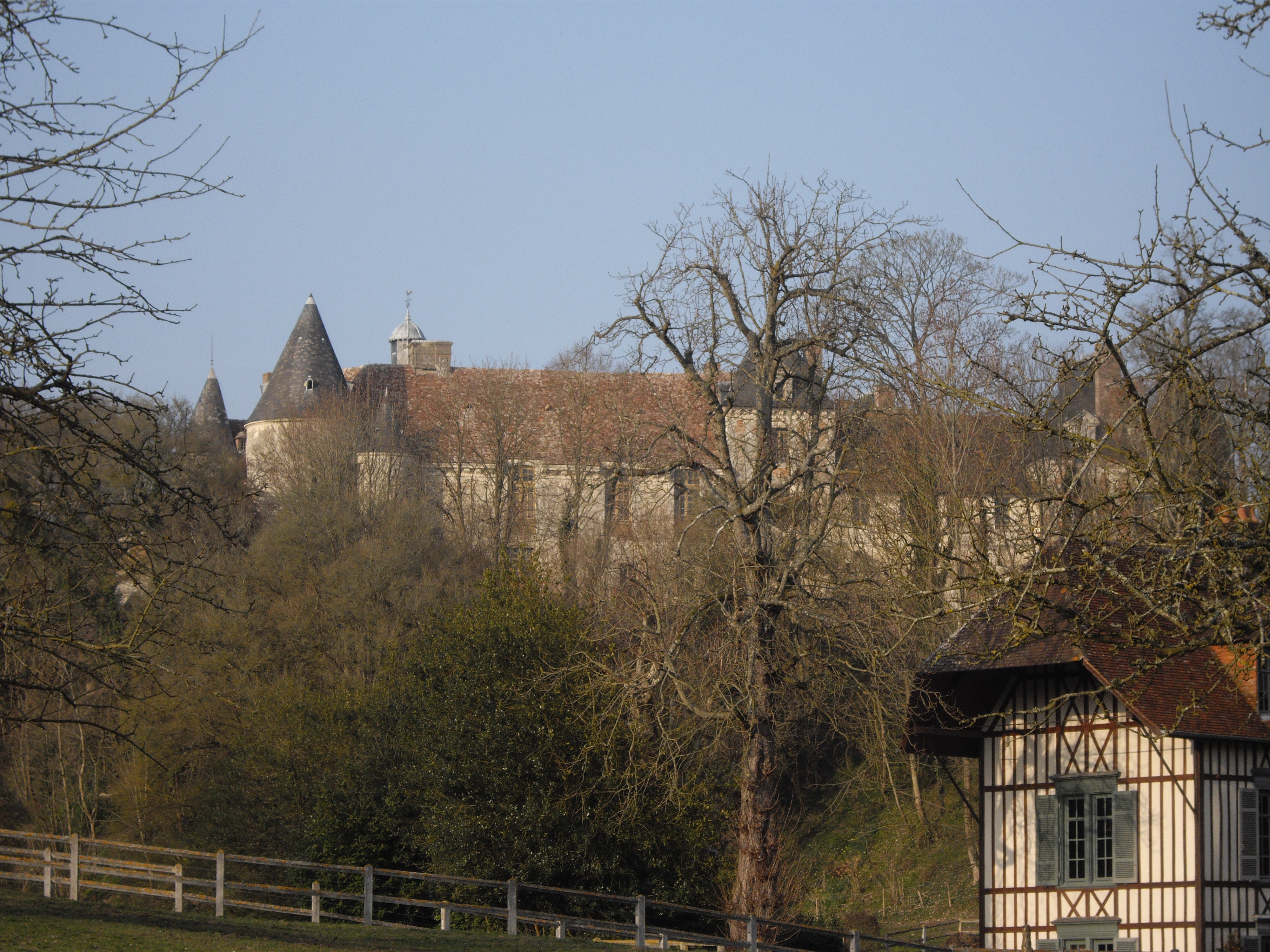
Château du Houley, Monument historique

| Jahr      | 1962 | 1968 | 1975 | 1982 | 1990 | 1999 | 2008 | 2015 |
| --------- | ---- | ---- | ---- | ---- | ---- | ---- | ---- | ---- |
| Einwohner | 193  | 188  | 158  | 172  | 183  | 193  | 192  | 233  |